# Nat Birchall
Nat Birchall (* 29. November 1957) ist ein britischer Jazzmusiker (Tenorsaxophon, Komposition).

## Leben und Wirken
Birchall wuchs in Lancashire auf und begann 1979, von der Reggae-Musik der Bläser Cedric Brooks, Tommy McCook und Roland Alphonso beeinflusst, Saxophon zu spielen; er nahm bei einem lokalen Musiker mehrere Unterrichtsstunden, blieb aber sonst Autodidakt. Ab Mitte der 1980er Jahre trat er in lokalen Bands auf, die Jazz-Funk, Jazzrock oder türkische Fusionmusik spielten. 1992 gründete er die Formation Corner Crew, die einen Jazz-beeinflussten Hip-Hop-Stil spielten.
Unter dem Eindruck der Musik von Coltrane und Sonny Rollins sowie Billy Harper und George Adams wandte er sich 1994 dem Jazzstudium zu und erwarb das HND (Higher National Diploma) in Jazzstudien. Er arbeitete mit Okay Temiz, Arun Ghoshs Indo-Jazz Ensemble, Jon Thornes Oedipus Mingus-Projekt und im Quartett von Gary Boyle. 1998 war er Mitbegründer der Formation Sixth Sense, die 1999 ein Album vorlegte. Seit 2007 spielte er in der Gruppe des Trompeters Matthew Halsall. 2009 nahm er für dessen Label Gondwana sein Debütalbum Akhenaten auf, dem 2010 das zweite Album Guiding Sprits folgte, beide in der spirituellen Coltrane/Sanders-Tradition. An weiteren Alben wie Sacred Dimension (2011) oder World Without Form (2012) waren Corey Mwamba und Paul Hession beteiligt. 2016 folgte das Album Creation, 2018 Cosmic Language mit Adam Fairhall, Michael Bardon und den Schlagzeugern Andy Hay und Johnny Hunter. Birchall lebt und arbeitet in Nordwest-England.

## Diskographische Hinweise
- Live in Larissa – Double Album (2019)
- Tradition Disc in Dub (2020)
- Upright Living (2020)
- Exaltation - Live in Athens Vol. 1 (2020)
- Ancient Africa  (2021)